# Plongeur de bord en France
Les plongeurs de bord en France sont des plongeurs embarqués qui réalisent des missions d'entretien courant, de sécurité ou de sûreté des œuvres vives des navires. Ils peuvent aussi effectuer des interventions nécessitant l'utilisation d'outils sous-marins tout particulièrement en cas d'urgence. Enfin, ils interviennent également lorsqu’un filet ou un cordage vient bloquer l'hélice ou pour aider à récupérer un homme à la mer. Ils exercent généralement une autre fonction principale à bord, leur emploi de plongeur de bord étant alors une qualification supplémentaire. Cet article porte sur les formations actuellement disponibles en France.

## Marine nationale,armée de terre,armée de l'airetgendarmerie maritime[1]
La marine nationale française délivre la qualification de « plongeur de bord » à certains de ses personnels embarqués qui exercent, par ailleurs, un autre emploi principal à bord. La finalité première de cette formation consiste à rendre les équipages capables d'effectuer des inspections régulières de la coque de leur navire. Il s'agit d'assurer l'entretien courant des œuvres vives pour une sécurité accrue et pour une sûreté efficace face à la menace d'explosifs. Le centre de formation est l'École de plongée de la Marine à Saint-Mandrier-sur-Mer. Elle forme aussi des stagiaires de l'armée de terre, de l'armée de l'air et de la gendarmerie maritime pour qui ce stage est une formation initiale aux techniques de plongée autonome à l'air jusqu'à 35 m, préalable à leur formation spécifique ultérieure. La durée du stage est de cinq semaines et six sessions d'une trentaine de stagiaires sont réalisées chaque année.

## Marine marchande,pêcheetplaisance[2]

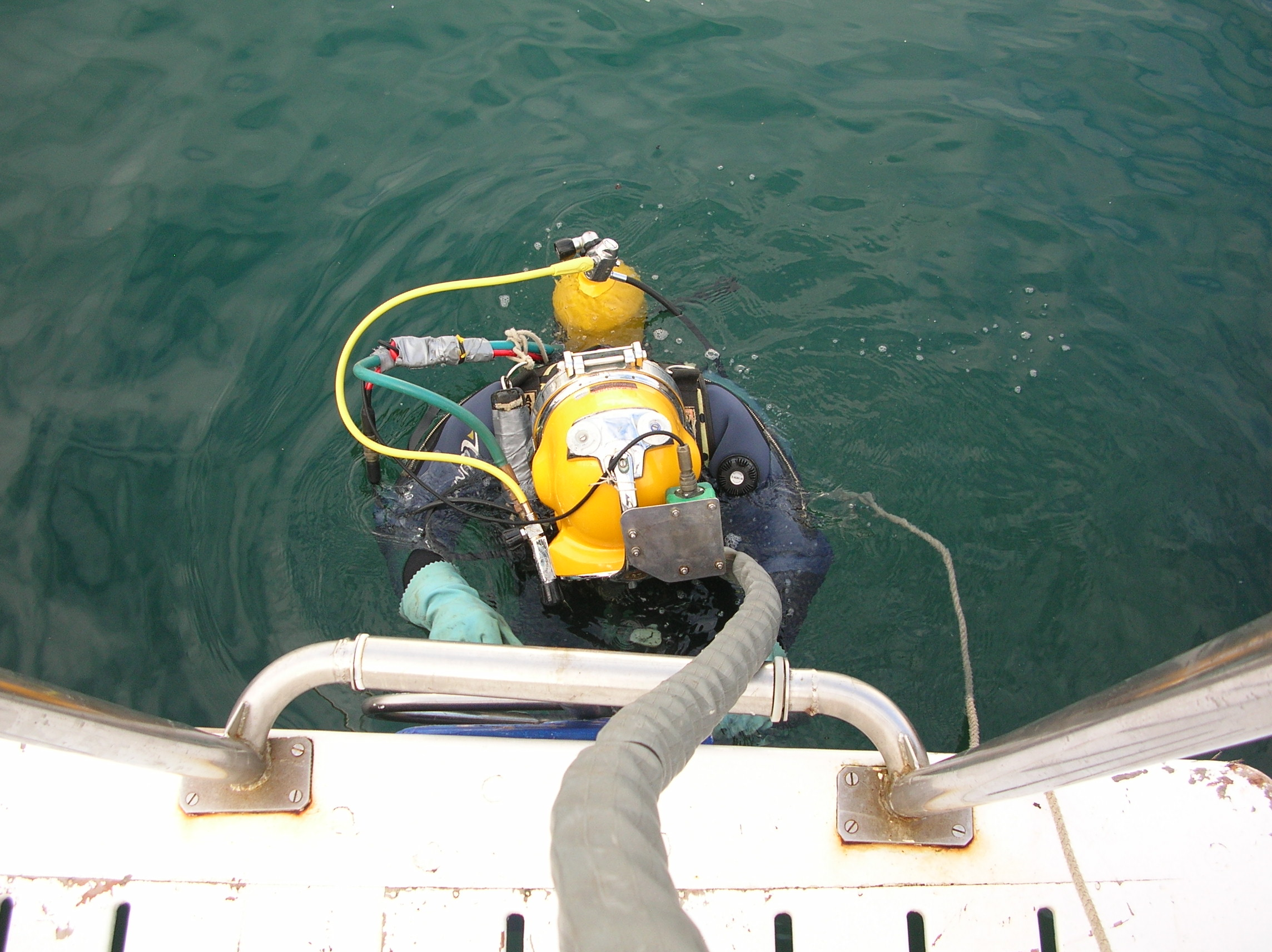
Marin du commerce en formation de plongeur de bord à l'I.N.P.P.

L'option qualificative spécifique "plongée de bord" attachée au certificat d'aptitude à l'hyperbarie mention B vise à former et qualifier les marins embarqués à bord des navires de pêche, de commerce et de plaisance, aux interventions subaquatiques liées aux services courants d'un navire, ainsi qu'aux techniques de réparation et de sécurité. Cette spécialité est délivrée aux seuls titulaires des diplômes de classes I ou II mention B. La qualification spécifique de plongée de bord est uniquement accordée par l'Institut national de plongée professionnelle de Marseille à l'issue d'un stage d'une semaine. Quatre sessions sont programmées annuellement.

## Garde-Côtes des douanes françaises[3]
La qualification de marin douanier plongeur est attribuée au marin douanier ayant suivi un stage délivrant le certificat d'aptitude à l'hyperbarie classe I mention B à l'Institut national de plongée professionnelle. Les plongeurs des garde-côtes de la Douane française embarqués à bord des patrouilleurs et vedettes de cette institution sont chargés d'inspecter les coques des navires contrôlés. Afin de maîtriser la sécurité nécessaire à ces opérations délicates, certains d'entre eux suivent le stage national de "V.C.N.C" (Visite de Coque de Navire de Commerce) qui les habilitent à visiter des navires dans tous les ports. À noter que deux niveaux existent pour ce stage national.

## Société Nationale de Sauvetage en Mer[4]
La SNSM permet à ses membres de passer des stades pour acquérir la qualifications de SNB (Sauveteur Nageur de bord), puis de SPB (Sauveteur Plongeur de bord). 
Pour participer à la formation initiale de SPB, les bénévoles doivent remplir les conditions suivantes : 
- Avoir 18 ans à minima, et au maximum 62 ans ;
- Etre apte médicalement ; 
- Être titulaire d'un certificat de compétences PSE1 en cours de validité ou du Médical de niveau II ou Ill à jour de recyclage quinquennal ou de l'Attestation de Formation aux Gestes et Soins d'Urgence de niveau 2 (AFGSU2) à jour de recyclage quadriennal et avoir participé à une journée de mise en situation lors de la formation continue annuelle des secouristes ; 
- Être titulaire du Certificat Restreint de Radiotéléphonie ou du Certificat Restreint d'Opérateur ou du Certificat Général d'Opérateur en cours de validité ; 
- Être titulaire du permis de conduire des bateaux de plaisance à moteur en eaux maritimes option côtière avec ou sans l'extension hauturière ; 
- Être titulaire de la qualification de niveau 2 de plongée fédérale ou équivalent international "sous réserve de module de sauvetage", ou d'un diplôme de plongée professionnelle, ou militaire et avoir effectué 50 plongées (loisir, professionnelle, SNSM).